# Битер Спринг (Аризона)
Битер Спринг (енгл. Bitter Springs) насељено је место без административног статуса у америчкој савезној држави Аризона.

## Демографија
По попису из 2010. године број становника је 452, што је 95 (-17,4%) становника мање него 2000. године.
| Група             | 2000.    | 2010.    |
| Белци             | 7 (1,3%) | 0 (0,0%) |
| Афроамериканци    | 0 (0,0%) | 0 (0,0%) |
| Азијати           | 0 (0,0%) | 0 (0,0%) |
| Хиспаноамериканци | 4 (0,7%) | 4 (0,9%) |
| Укупно            | 547      | 452      |